# 理查德·J·海尔
理查德·J·海尔是一位美国心理學家，博士毕业于约翰斯·霍普金斯大学，现工作于加利福尼亞大學爾灣分校，专攻心理统计学、綜合智力因素、數學能力及性別等方向。